# Kodeks Bilalamy
Kodeks Bilalamy – akadyjski zbiór praw z Esznuny z przybliżeniem z 1830–1800 p.n.e.
Bilalama panował w Esznunnie ok. 1985–1976 p.n.e. Kodeks z jego czasów zachował się w postaci dwóch wyciągów z jakiegoś oficjalnego zbioru praw, zawierających szczątki wstępu i 61 przepisów dotyczących różnych dziedzin życia, m.in. małżeństwa, niewolników, kompetencji trybunałów oraz kupna–sprzedaży.